# Dimaro
Dimaro is een voormalige gemeente in de Italiaanse provincie Trente (regio Trentino-Zuid-Tirol) met 1193 inwoners (31 dec. 2004). In 2016 fuseerde Dimaro met buurgemeente Monclassico en vormde de nieuwe gemeente Dimaro Folgarida. Dit is een van de dertien gemeenten in de regio Val di Sole.
De oppervlakte bedraagt 28,3 km², de bevolkingsdichtheid is 42 inwoners per km².

## Geografie

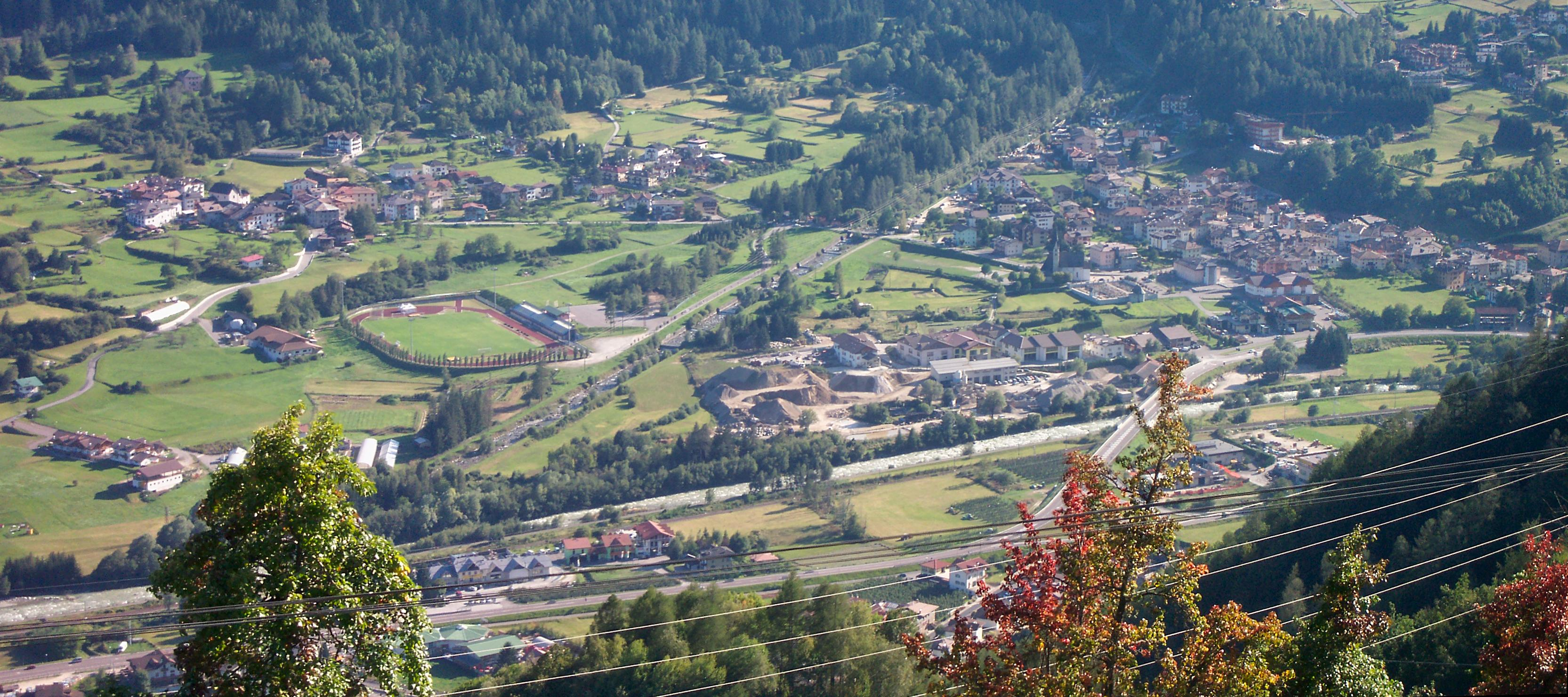
Zicht op Dimaro en Carciato vanuit Bolentina

De gemeente ligt op ongeveer 766 m boven zeeniveau en heeft een oppervlakte van 28,3 km. Dimaro is gelegen in het Natuurpark Adamello-Brenta en het gebied Val di Sole. Ook het wintersportoord Madonna di Campiglio ligt op kleine afstand van Dimaro.
De frazioni Folgarida en Carciato maken deel uit van de gemeente. Dimaro grenst aan de volgende gemeenten: Malè, Cles, Commezzadura, Monclassico, Tuenno, Pinzolo, Ragoli.

## Demografie
Dimaro telt ongeveer 480 huishoudens. Het aantal inwoners steeg in de periode 1991-2001 met 12,0% volgens cijfers uit de tienjaarlijkse volkstellingen van ISTAT.
| Jaar | Inwoneraantal |
| ---- | ------------- |
| 1991 | 1054          |
| 2001 | 1181          |